# Свети Георги (Бистрица, Благоевградско)
 Тази статия е за храма в благоевградското село.  За храма в софийското вижте Свети Георги (Бистрица, Софийско).  За църквата в Битолско, Северна Македония вижте Свети Георги (Бистрица, Битолско).
Вижте пояснителната страница за други значения на Свети Георги.
„Свети Георги“ е възрожденска православна църква в горноджумайското село Бистрица, България, част от Неврокопската епархия на Българската православна църква.

## История
Храмът е построен в 1861 година в близост до разрушената от османците църква „Свети Илия“. В полунощ на 24 срещу 25 септември 1902 година в присъствието на Върховния революционен съвет, чети на Върховния комитет и 150 души милиция, в долната църква на Бистрица с молебен е дадено началото на Горноджумайското въстание.

## Архитектура
В архитектурно отношение е трикорабна псевдобазилика. Интериорът е изпълнен от майсторите от Банската художествена школа Михалко Голев и Димитър Сирлещов. Рисуваният иконостас е изработен в 1875 година и е частично резбован по царските двери и венчилката. Иконите от апостолския ред са от 1875 година, дело на Иван Михайлов Митев, представител на Самоковската художествена школа. В 1925 година част от тях са подновени. Стенописите в църквата са само частично запазени. Владишкият трон, проскинитарият и амвонът са рисувани.